# Colonne de Marie (Prague)
La colonne de Marie ou colonne mariale (en allemand Mariensäule) sur la place de la Vieille-Ville de Prague est un monument baroque dédié à la Vierge Marie. Elle a été construite en 1650, après la guerre de Trente Ans, par l'empereur Ferdinand III, en remerciement pour avoir sauvé Prague d'une armée suédoise. La colonne a été érigée par le sculpteur Johann Georg Bendl. Détruite en 1918, elle a été reconstruite en 2020. 

## Histoire

### Contexte
Les belligérants de la guerre de Trente Ans avaient entamé des négociations de paix au milieu de 1645. La même année, après la défaite de l'armée impériale lors de la bataille de Jankau, les troupes suédoises et françaises dévastèrent des parties de la Bohême. En mai 1648, ils vainquirent le dernier contingent de troupes impériales lors de la bataille de Zusmarshausen près d'Augsbourg. Un corps suédois fit alors une avancée vers Prague. En juillet 1648, les Suédois purent s'emparer du quartier de Mala Strana de Prague, mais ne pourront traverser le pont Charles, chèrement défendu par des mercenaires impériaux, des citoyens, des clercs et des étudiants. Les Suédois ont persisté et il était clair pour le Kaiser que les défenseurs ne tiendraient plus longtemps. Lorsque la nouvelle est arrivée en août 1648 que les Français avaient détruit une armée espagnole sous l'archiduc Léopold Guillaume lors de la bataille de Lens, Ferdinand III a réalisé que la guerre était perdue, et il a dû céder dans les négociations de paix. Ainsi le 24 octobre 1648 il y a eu la signature de la paix de Westphalie. Les Suédois ont finalement arrêté les tirs, ont chargé soixante chariots à bagages avec tous les objets de valeur et trésors artistiques qu'ils ont pu trouver dans Mala Strana et sont partis. Cela est resté dans l'histoire comme le vol d'art de Prague de 1648. 

### Construction

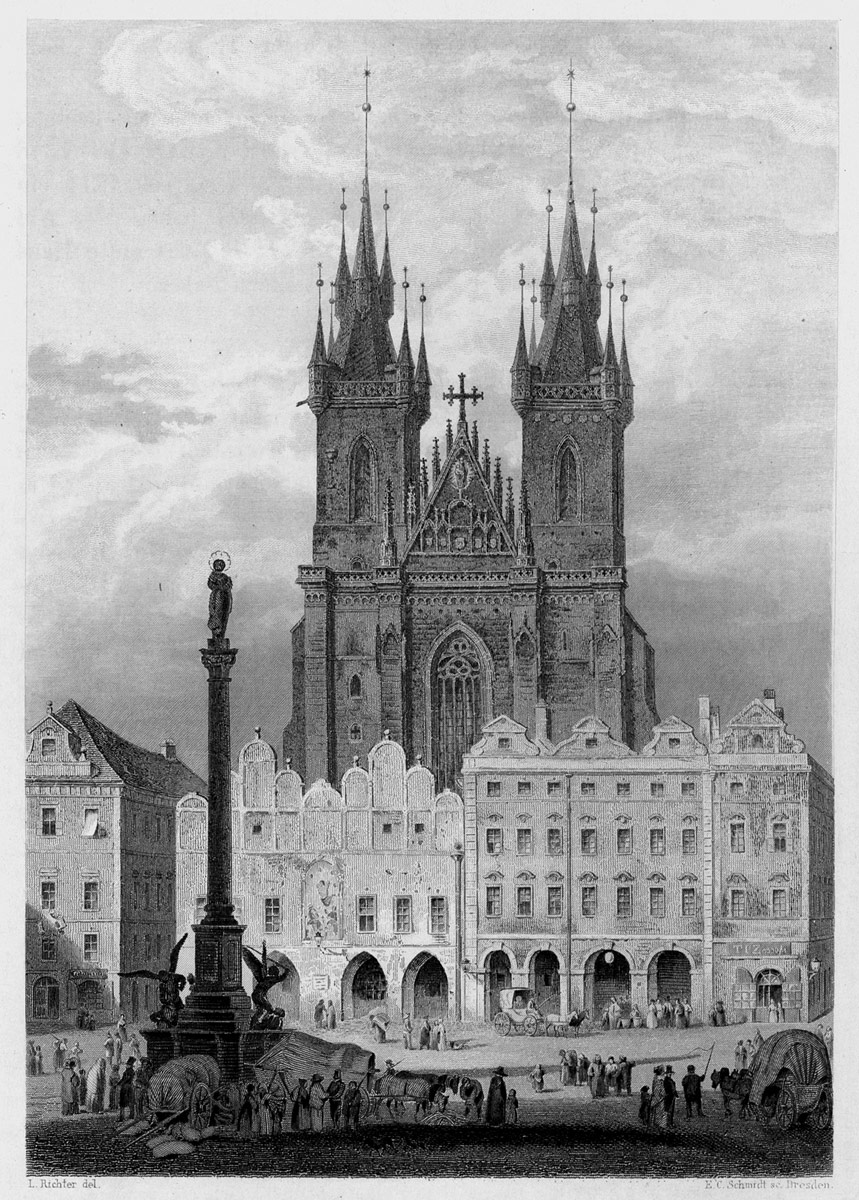
La colonne mariale de Prague sur la place de la Vieille-Ville, en arrière-plan l'église de Tyn. Gravure sur acier d'après Ludwig Richter, 1841.

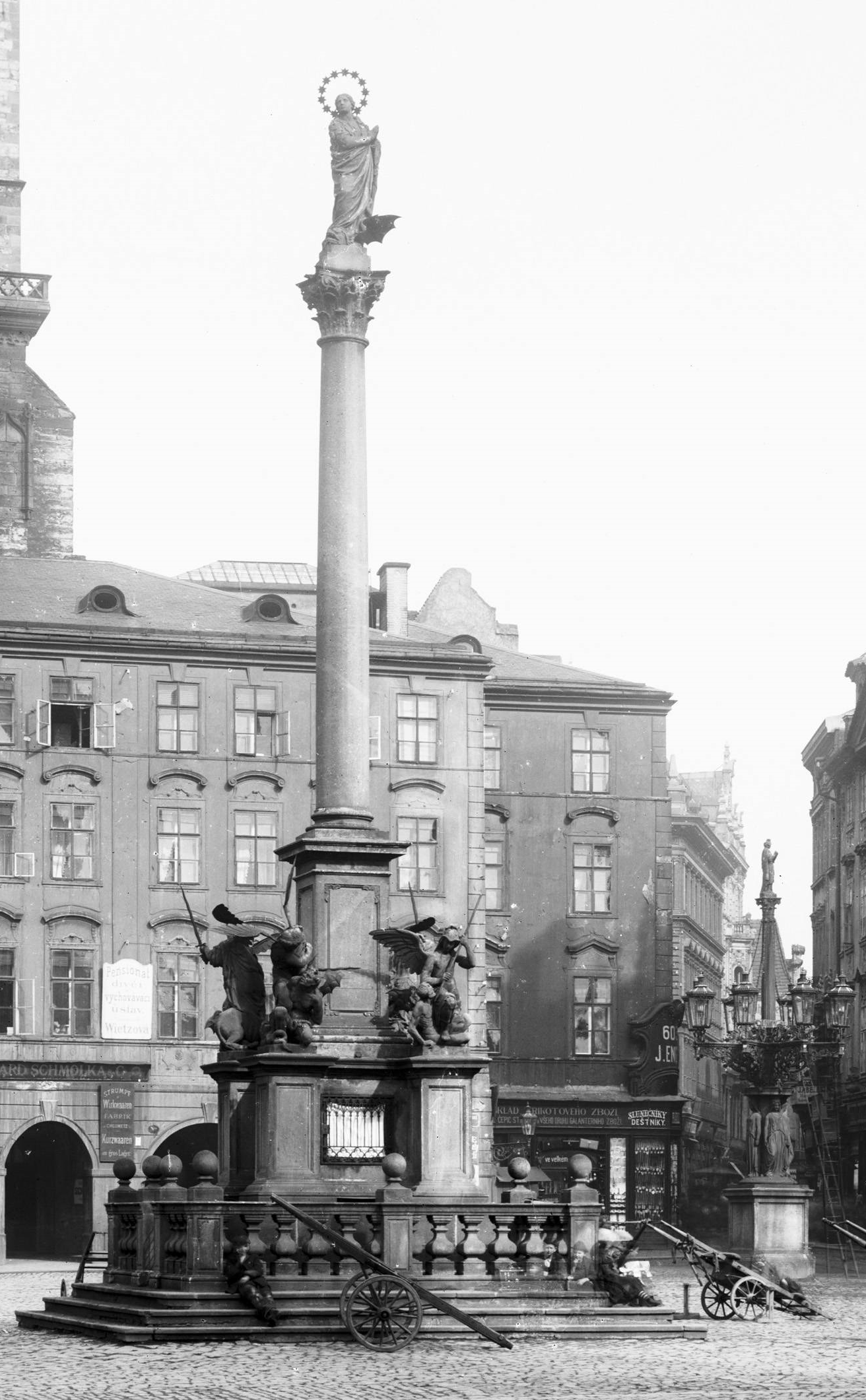
La colonne originale sur une photographie de Jindřich Eckert, 1900

En remerciement pour le fait que Prague n'ait pas été complètement conquise par l'armée suédoise, l'empereur a décrété le 22 avril 1650, l'érection d'une colonne en l'honneur de l'Immaculée Conception pour commémorer la défense de Prague contre les Suédois. Elle devait être érigée comme «... ici à Vienne dans la Cour, là aussi à Prague, sur l'Altstädter Platz...». La forme du monument et l'installation sur la place de la Vieille-Ville ont donc été déterminées par l'empereur lui-même. 
Le créateur de la colonne mariale de Prague était Johann Georg Bendl, qui était le principal sculpteur de l'art de la contre-Réforme et du pouvoir jésuite dans la seconde moitié du XVIIe siècle. La colonne mariale de la place de la Vieille-Ville est d'ailleurs son œuvre principale. 
La Colonne mariale, signifiant la victoire pour la Contre-Réforme, se trouvait au centre du développement urbain sur la place de la Vieille-Ville jusqu'en 1918. Ses modèles étaient les colonnes mariales de Munich et de Vienne, sauf que Bendl n'a pas personnifié les allégories avec des putti héroïques, mais avec des anges presque grandeur nature et a exécuté les figures non pas en bronze, mais en pierre, comme à Vienne (aujourd'hui Wernstein am Inn). Les fragments qui ont été conservés témoignent que Bendl était un maître magistral des principes de composition baroques. Les figures des groupes allégoriques ne s'enchevêtrent pas dans une tension maniériste et immobile, mais agissent de manière dynamique l'une à côté de l'autre dans des mouvements libres et contrastés. Lorsque Bendl a créé la colonne mariale, il n'avait que 20 ans. 
Inscription: « VIRGINI GENITRICI SINE ORIGINIS LABE CONCEPTAE, PROPUGNATAE AC LIBERATAE URBIS ERGO, CAESAR PIUS ET IUSTUS HANC STATUAM POSUIT» (La Vierge Mère de Dieu, reçue sans tache du péché originel, a été érigée par l'empereur pour la pieuse et juste défense de cette ville pieuse et juste). L'inscription sur la base nommait l'œuvre de la Vierge Immaculée pour la défense et la libération de la ville («... propugnatae et liberatae urbis...») comme raison de la fondation impériale. La colonne était un mémorial d'honneur pour Marie l'Immaculée, en particulier pour son oeuvre réussie pour la cause catholique. Sous la direction du trésorier impérial Dionysio Miseroni, la statue de la Vierge Marie fut érigée sur la place de la vieille ville en 1650. Le 13 juillet 1652, jour de l'anniversaire de l'empereur, la colonne de Prague était inaugurée. 

### Destruction

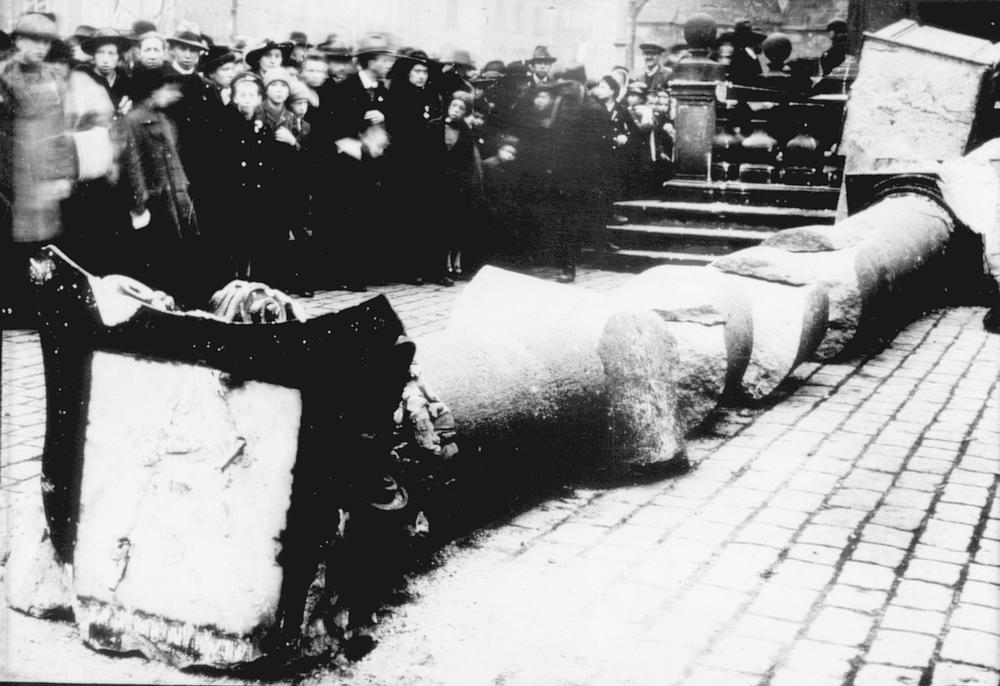
La colonne renversée

Après la séparation de la Tchécoslovaquie de l'union de la monarchie austro-hongroise en 1918, la colonne mariale de la place de la vieille ville a été renversée et détruite par des «citoyens en colère». Ils interprétaient la colonne comme un symbole d'une violente recatholisation de la Bohême et de l'oppression de la nation tchèque par les Habsbourg. La Confrérie mariale a cependant pu récupérer les restes gravement endommagés, qui ont été préservés et restés depuis entreposés dans les fonds du Musée national. 

### Controverses sur la reconstruction
La controverse des sujets du baroque, de la contre-Réforme, de l'Exil et du protestantisme secret en République tchèque aujourd'hui, c'est-à-dire après la Révolution de Velours de 1989, est particulièrement évidente dans les polémiques sur la colonne mariale, qui a été renversée en 1918. En avril 1990, la Société pour la reconstruction de la colonne mariale» est fondée à Prague, avec environ 500 membres à part entière. Dans des lettres publiées au printemps 1990 dans le quotidien Lidové noviny, les auteurs assimilent souvent le « totalitarisme de la contre-Réforme » aux régimes totalitaires modernes et adoptent le point de vue protestant traditionnel, selon lequel il est possible que la colonne mariale coexiste avec le lieu d'exécution des chefs du soulèvement de Bohême en juin 1621 et avec le mémorial de Jan Hus, qui a été dévoilé en 1915. Leur requête a alors vivement été rejetée. 
Le 3 novembre 1993, à l'occasion du 75e anniversaire de la chute de la colonne mariale, la Société pour la reconstruction de la colonne mariale fait poser une plaque avec l'inscription « La colonne mariale se tenait ici et s'y tiendra à nouveau » sur le trottoir de la place de la Vieille-Ville. Les mots « et s'y tiendra à nouveau » ont dû être supprimés à la demande du maire de Prague. En attendant, les travaux sur les copies de la statue de la Vierge Marie de Johann Georg Bendl, qui n'a survécu que sous forme de torse, et les autres parties sculpturales et architecturales de la colonne mariale du sculpteur tchèque Petr Váňa se sont poursuivis. En 2017, le conseil municipal de Prague se prononce contre sa reconstruction sur la place de la Vieille-Ville.

### Reconstruction en 2020
Fin mai 2019, le sculpteur a commencé la reconstruction sur site. Son action a été stoppée par la police. En juin 2019, 60 tonnes supplémentaires de la réplique sont expédiées à Prague. Le 23 janvier 2020, le conseil municipal de Prague a voté pour la construction de la réplique de la colonne à son ancien emplacement. Les travaux de reconstruction débutent finalement en février 2020. Le 4 juin suivant, la reconstruction de la colonne mariale est achevée à l'exception des quatre figures d'anges allégoriques manquantes. Après une grande messe de l'Assomption de Marie dans l'église de Tyn le 1er août, la colonne mariale est inaugurée le 15 août 2020 et solennellement consacrée par l'archevêque de Prague, le cardinal Duka. Trois des statues manquantes sont réalisées et posées au pied de la colonne en janvier 2024. La quatrième statue, située dans le coin Sud-Ouest, à nécessité plus de temps pour être réalisée car la statue originale était la plus endommagée par la destruction de 1918. Sa pose, prévue pour le mois d'août 2024, a été effectivement réalisée le 12 novembre 2024[réf. nécessaire].

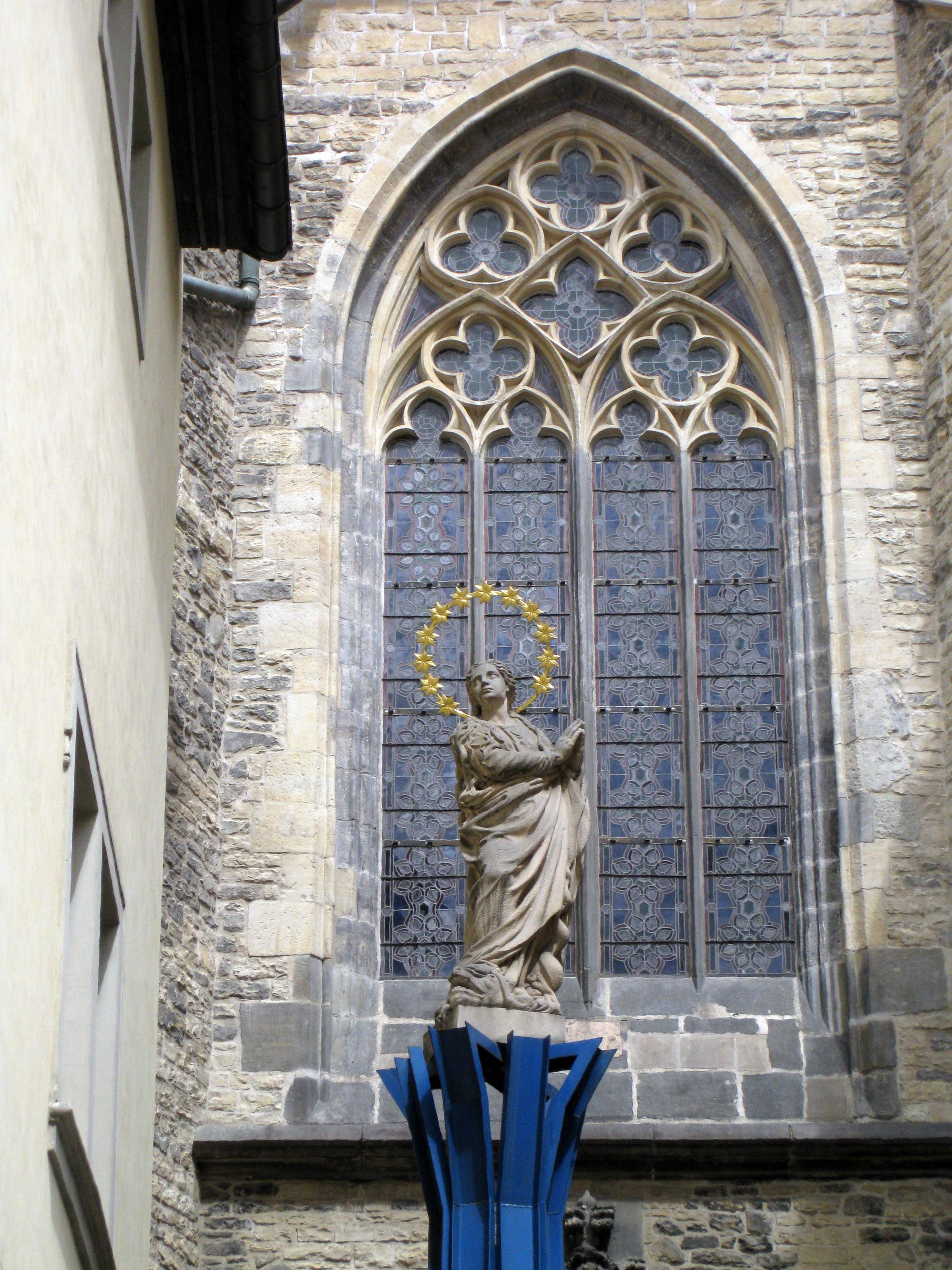
La réplique de la statue de la Vierge Marie destinée à la reconstruction est restée placée devant une fenêtre de l'église de Tyn pendant des années
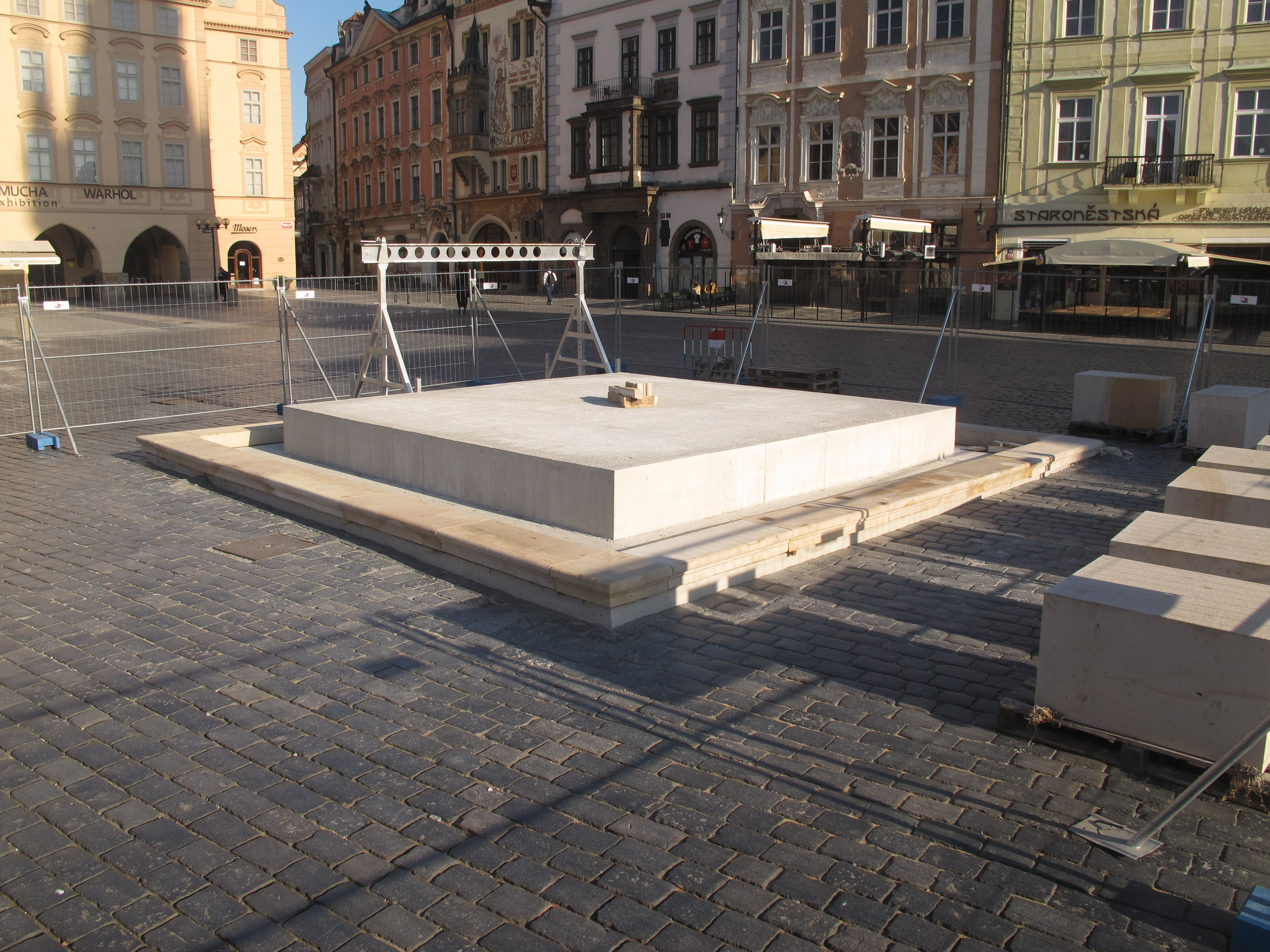
Base de la colonne mariale reconstituée, mars 2020
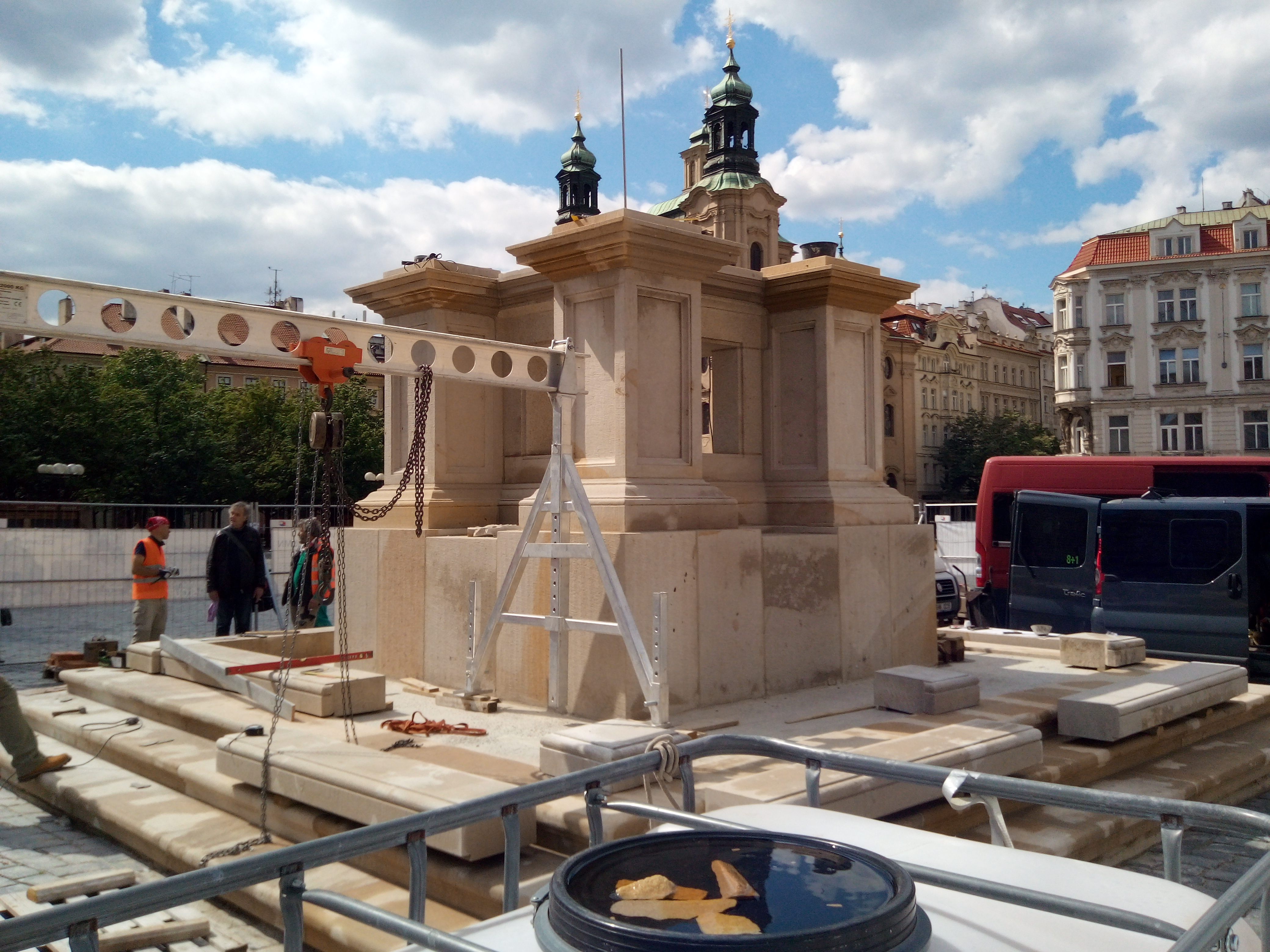
Sous-structure de la colonne, mai 2020
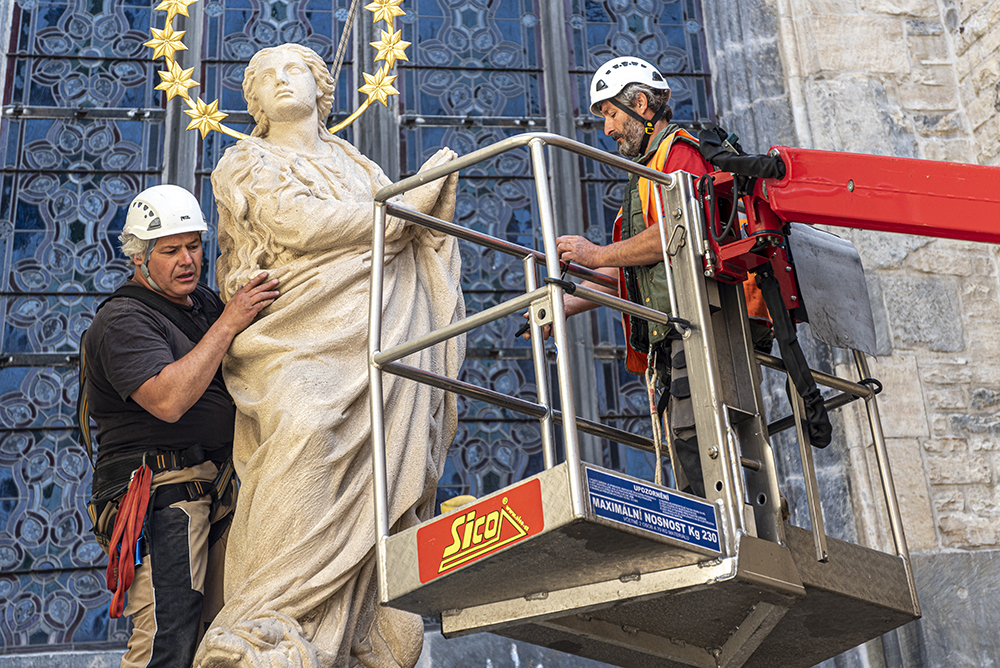
Retrait de la copie de la statue de la Vierge Marie de son emplacement temporaire à côté de l'église de Tyn, 4 juin 2020
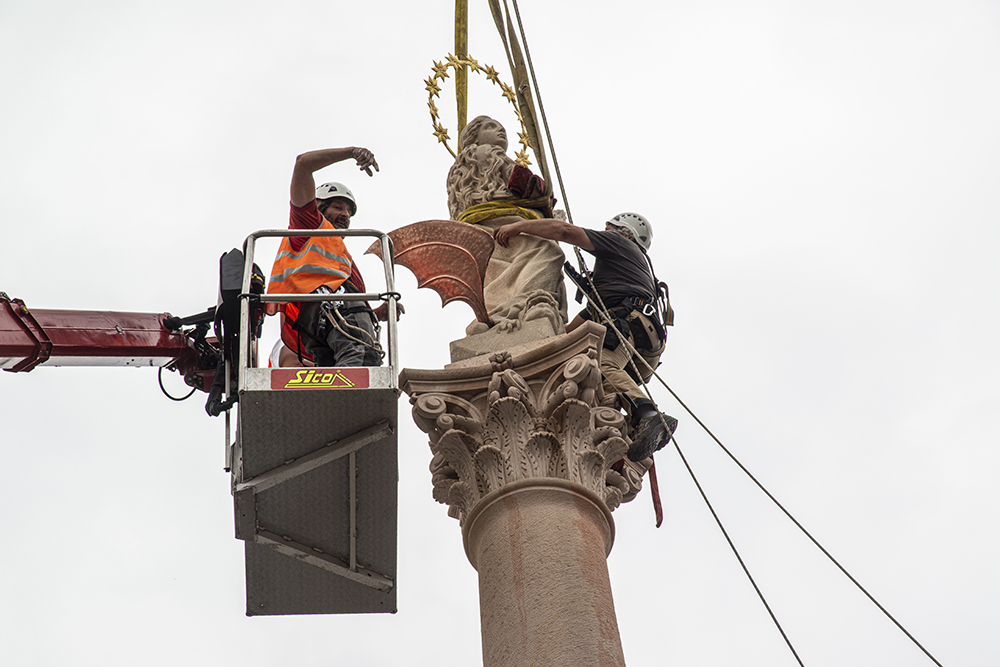
Le sculpteur Petr Váňa place la statue de la Vierge Marie sur la réplique de la colonne mariale, le 4 juin 2020

## Littérature
- Walter F. Kalina: Les colonnes mariales de Wernstein am Inn (1645/47), Vienne (1664/66), Munich (1637/38) et Prague (1650), in: Bundesdenkmalamt (Hg.): Magazine autrichien pour l'art et la préservation des monuments 58 (2004), H.1, pp. 43-61.

## Liens web
- Deutschlandfunk, 27 ans. Juin 2019
- marian-column, kralovskacesta.cz (anglais), consulté le 15. Novembre 2019.

## Source de traduction
- (de) Cet article est partiellement ou en totalité issu de l’article de Wikipédia en allemand intitulé « Mariensäule (Prag) » (voir la liste des auteurs).